# Lustenau
Lustenau – gmina targowa w Austrii, w kraju związkowym Vorarlberg, w powiecie Dornbirn. Liczy 21894 mieszkańców (1 stycznia 2015).

## Sport
- EHC Lustenau – klub hokejowy
- Austria Lustenau – klub piłkarski